# Toxicocalamus grandis
Toxicocalamus grandis — вид отруйних змій родини аспідових (Elapidae). Ендемік Індонезії.

## Поширення й екологія
Toxicocalamus grandis відомі за типовим зразком, зібраним на березі річки Сетеква в провінції Західне Папуа.